# Валь-де-Сан-Вісенте
Валь-де-Сан-Вісенте (ісп. Val de San Vicente) — муніципалітет в Іспанії, у складі автономної спільноти Кантабрія. Населення — 2784 осіб (2009).
Муніципалітет розташований на відстані близько 340 км на північ від Мадрида, 55 км на захід від Сантандера.
На території муніципалітету розташовані такі населені пункти: Абанільяс, Естрада, Ельгерас, Луей, Мольєда, Муньйорродеро, Печон, Песуес (адміністративний центр), Портільйо, Прельєсо, Пріо, Сан-Педро-де-лас-Баерас, Сердіо, Ункера.

## Демографія
Динаміка населення (INE ):

## Галерея зображень

Розташування муніципалітету